# Vendég Vince
Vendég Vince (Kéménd, 1903. augusztus 27. – Marosvásárhely, 1974. június 7.) erdélyi magyar orvos, fül-orr-gégész, kutató orvos, egyetemi tanár.

## Életútja
Középiskoláit Budapesten végezte, 1922-ben a Werbőczy István Főgimnáziumban érettségizett, orvosi diplomát a pécsi Erzsébet Tudományegyetemen szerzett 1929-ben. Már egyetemi hallgatóként gyakornok lett a Közegészségtani Intézetben; egyetemi tanulmányai befejeztével tanársegéd az Élettani Intézetben (1929–32), majd a Fül–Orr–Gégészeti Klinikán (1932–40). Szakorvosi képesítése után pár hónapig Nagyváradon dolgozott, majd a kolozsvári I. Ferenc József Tudományegyetem klinikájára kapott adjunktusi kinevezést. 1945-től az Orvosi Kar Marosvásárhelyre költöztetésével előbb előadótanárként, majd professzori minőségben vezette a Fül–Orr–Gégészeti Klinikát. 1970-ben nyugdíjazták.

## Szakírói munkássága
Első írásában az inzulin hatásával foglalkozott, ez 1935-ben jelent meg Németországban a Pflügers Archiv für die gesammte Physiologie der Menschen und der Tiere c. folyóiratban. Ezt követően nemzetközi hírnévre tett szert a cukor-anyagcserével kapcsolatos dolgozataival (1935–40). Fül–orr–gégészeti vonatkozású cikkei az EME Orvostudományi Értesítője, a Revue des Sciences Oto-rhino-laryngologiques, Revista Română de ORL, Ardealul Medical, Clinica et Laboratorium, Chirurgia, Magyar Sebészet, Orvosi Szemle–Revista Medicală, Dermato-venerologie, Bőrgyógyászati és Venerológiai Szemle, Nature (London), Oto-rino-laringologie c. folyóiratokban jelentek meg. 1955-től tagja volt ez utóbbi szerkesztőbizottságának.
1951-től szakterületén kívüli, úttörő megfigyeléseit és elméletét a növényi, állati és emberi vírusos megbetegedések közös eredetéről több dolgozatban közölte hazai és külföldi szakfolyóiratokban, valamint német, svájci, francia, svéd és hazai tanulmánykötetekben. Fejezetet írt Az élet eredetéről és az öregedésről (szerk. Széll Zsuzsa, Bukarest, 1958) c. kötetbe és az Otorinolaringologie c. tankönyvbe (Bukarest, 1964).
Kőnyomatos egyetemi jegyzete Fül–orr–gége gyógyászati jegyzet címmel öt kiadásban jelent meg (társszerzőkkel, Marosvásárhely, 1950–59).